# La Santema
La Santema és un conjunt d'edificis de Caldes d'Estrac (Maresme).

## Descripció
Conjunt historicista de cases de cos posades en bateria d'estil popular mediterrani, de planta baixa i dues plantes entre mitgeres, amb la teulada a dues aigües i carener paral·lel a la porta principal de cada casa. Formen un tram esglaonat en pendent. A l'interior les edificacions són fetes amb volta catalana, i presenten un pati posterior, enfront del turó del Parc de Can Muntanyà. Destaca la homogeneïtat del conjunt malgrat tractar-se de cases diferents; per adonar-se d'això només cal observar la sanefa d'inspiració geomètrica de la part superior de les façanes contigües.
El passeig on es troba aquest tram de cases està situat en una pronunciada pendent. És arbrat, ben asfaltat, ben il·luminat gràcies a una sèrie de fanals d'esfera, i presenta bancs de pedra i mur d'estil neoclàssic amb barana de columnes lobulades i merlets piramidals, que fan funció de mirador sobre el carrer de La Riera. Al començament del carrer hi trobem la Fundació Palau, i a mitja alçada la Residència Bellavista.

## Història
A finals dels segle XIX el fondista Francesc Riera crea una urbanització (a imitació de l'anglesa de Bath) per a acollir els clients dels balnearis; els terrenys pertanyien a Arenys de Mar. A la primera meitat del segle xx, aquesta urbanització coneguda com Passatge Francesc Riera és urbanitzada. El 1929 i per petició popular demanà integrar-se a Caldes d'Estrac, ja que tots els serveis municipals els realitzava a Caldes.
A Santema núm. 1 hi havia un convent de monges Dominiques que es dedicaven a la docència, i que van arribar a celebrar el seu centenari de presència a Caldes; actualment el núm. 1 està integrat a la Fundació Palau. A Santema núm. 6 s'hi establí l'Ateneu Rosa d'Or, després d'abandonar el Mercat Municipal; el nou local era conegut amb el nom de "Gururú", en record d'una de les batalles colonials d'Espanya al nord d'Àfrica. A finals del segle XX va ser reurbanitzat el carrer de la Santema, segons un projecte dels Serveis Tècnics Municipals (arquitecte Agustí Ordeix Romo). El gener de 2005 va ensorrar-se la casa del núm. 2, segons diuen els afectats per culpa de les obres que recentment s'havien fet a l'edifici que acull la Fundació Palau i Fabre.